# Ipsos
Ipsos Group S.A. è una società multinazionale di ricerche di mercato e consulenza con sede a Parigi. L'azienda è stata fondata nel 1975 da Didier Truchot ed è quotata alla Borsa di Parigi dal 1º luglio 1999.
Dal 1990 il gruppo ha creato o acquisito numerose aziende in Spagna, Italia, Germania, Regno Unito ed Europa centrale (specialmente in Ungheria). Con l'acquisto della britannica Synovate nel 2011, è diventata una delle agenzie di ricerca più grandi al mondo.
Ipsos ha uffici in 88 paesi e impiega circa 16 530 persone.